# Villa Ballester
Pour les articles homonymes, voir Ballester.
Villa Ballester est une ville de la province de Buenos Aires, en Argentine. Elle fait partie de l'agglomération du Grand Buenos Aires.

## Histoire

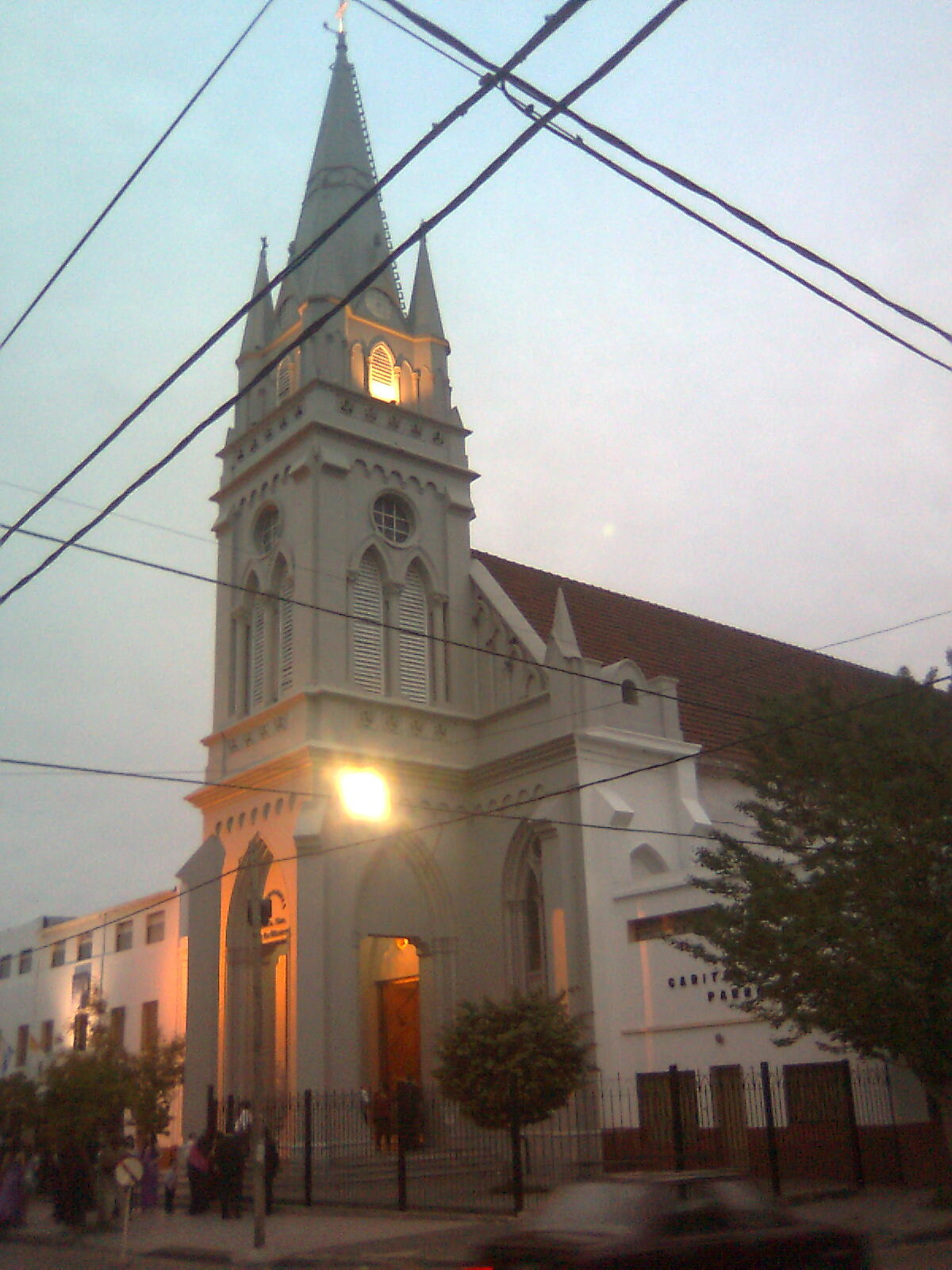
Église Nuestra Señora de La Merced.

La ville de Ballester est née de la terre de la ferme pour Miguel Ballester y Flotat. Ce fut dans les mains de plusieurs héritiers, mais il a été Pedro Ballester qui, à la fin des années 1880 - ont vu le potentiel de création d' la ville avec l'ensemble de ces terres. L'occasion serait une grand entreprise, compte tenu de la proximité d'une gare ferroviaire (ouvert en 1895), et une croissance incontrôlée de Buenos Aires, qui était relativement étroite. La Fondation peut être comprise comme ce premier lot de 141 quártiers, puis l'ajouter à la ville très différente, mais toujours original du lot est considérée comme historique. La date de fondation est le 26 octobre de 1889.

## Personnalités
- Helmut Ditsch, peintre, né à Villa Ballester en 1962